# Egernia saxatilis
Espèce
Egernia saxatilis est une espèce de sauriens de la famille des Scincidae.

## Répartition
Cette espèce est endémique d'Australie. Elle se rencontre de l'Ouest du Victoria au Nord de la Nouvelle-Galles du Sud.

## Description
C'est un saurien vivipare.

## Liste des sous-espèces
Selon The Reptile Database (14 septembre 2012) :
- Egernia saxatilis intermedia Cogger, 1960
- Egernia saxatilis saxatilis Cogger, 1960

## Publication originale
- Cogger, 1960 : The ecology, morphology, distribution and speciation of a new species and subspecies of the genus Egernia (Lacertilia: Scincidae). Records of the Australian Museum, vol. 25, p. 95-105 (texte intégral).